# 金宗奎
金 宗奎（キム・ジョンギュ、朝鮮語: 김종규、1904年10月21日または10月24日 - 没年不詳）は、日本統治時代の朝鮮および大韓民国の教員、公務員、実業家、政治家。楊州郡守、第3代韓国国会議員を歴任した。
漢字表記は金宗圭とも。キリスト教徒。

## 経歴
咸鏡南道永興郡（現・朝鮮民主主義人民共和国咸鏡南道金野郡）または元山市出身。咸興高等普通学校附設師範科卒。早稲田大学政経科中退。抱川公立普通学校・ソウル孝昌公立普通学校教員、京畿道視学、道属、楊州郡内務課長、解放後の初代楊州郡守（1945年3月25日〜1947年5月17日）、京畿道学務局庶務課長・調査企画課長、京畿道文社局長、大韓文教書籍株式会社専務取締役、韓国印刷株式会社副社長、立正実業会社代表・社長、ユネスコ韓国委員会教育委員、国会文教委員長、大韓文教書籍公社社長、博文韓栄財団理事、民政党最高指導委員、国民党最高指導委員を務めた。